# Nový hřbitov pražský
Nový hřbitov pražský je nerealizovaný městský hřbitov v Praze 10-Hostivaři. Byl plánován v severní části katastru Praha-Hostivař, kde jej ze severu a východu obcházela silnice vedoucí ze Strašnic do Štěrbohol. V místech plánovaného hřbitova se nacházejí Ústřední dílny Dopravního podniku Praha.

## Historie
Na projekt nového ústředního pohřebiště pro Prahu proběhla v roce 1912 architektonická soutěž. Podle vítězného návrhu měl mít hřbitov rozlohu 50 hektarů, hlavní pohřební budovu, krematorium, kolumbárium, arkádové hrobky, mauzoleum významných mužů a žen a hospodářské zázemí.
Po rozhodnutí o vybudování nových městských hřbitovů v Ďáblicích a Hostivaři se začaly Elektrické podniky královského hlavního města Prahy zajímat o možnost přepravy pohřbů elektrickými tramvajemi.